# ذى ساوى (حبيش)

تعديل مصدري - تعديل

ذى ساوى محلة تابعة لقرية الريسة، التابعة لعزلة بني معين بمديرية حبيش إحدى مديريات محافظة إب في الجمهورية اليمنية، بلغ تعداد سكانها 164 حسب تعداد اليمن لعام 2004.